# Kirkcaldy
Kirkcaldyⓘ is de grootste plaats en voormalige burgh in het Schotse bestuurlijke gebied Fife en telt 50.370 inwoners. De plaats staat in het Schots bekend als The Lang Toun (Long Town), omdat het vroeger een dunne streep bebouwing was parallel aan de noordoever van de Firth of Forth, een firth van de Noordzee.
Aan de oostzijde ligt Ravenscraig Castle.

## Bekende inwoners van Kirkcaldy

### Geboren
- Adam Smith (1723-1790), moraalfilosoof en econoom
- Marjory Fleming (1803-1811), dagboekschrijver, dichteres
- Andrew Jennings (1943-2022), onderzoeksjournalist en schrijver
- Jocky Wilson (1950-2012), professioneel darter
- Gordon Brand jr. (1958-2019), professioneel golfer
- Guy Berryman (1978), basgitarist van Coldplay
- David Bates (1996), voetballer
- Kathleen Dawson (1997), zwemster

### Woonachtig (geweest)
- Gordon Brown (1951), premier van het Verenigd Koninkrijk (2007-2010)

## Partnerstad
- Ingolstadt